# Tel Šuš
Tel Šuš (hebrejsky: תל שוש) je pahorek o nadmořské výšce 131 metrů v severním Izraeli.
Leží na východním úpatí vysočiny Ramat Menaše, na přechodu do zemědělsky využívaného Jizre'elského údolí, cca 13 kilometrů západně od města Afula, na severním okraji vesnice Mišmar ha-Emek. Má podobu nevýrazného, zčásti odlesněného návrší. Po jižní straně kopce vede lokální silnice 6953 a podél ní vádí Nachal Mišmar ha-Emek. Na severním úbočí pahorku vede menší vádí Nachal Paga. Na východní straně probíhá dálnice číslo 66. Pahorek má dlouhou sídelní tradici. Objeveny zde byly stopy osídlení z doby římské, kdy byla lokalita nazývána Gaba Hippeon, i byzantské. Ve středověku tu stála arabská vesnice Abu Šuša. Během války za nezávislost v roce 1948 byla ovládnuta židovskými silami a arabské osídlení tu skončilo.